# Tropidurus spinulosus
Espèce
Synonymes
- Microlophus spinulosus Cope, 1862
- Leiocephalus variegatus O’Shaughnessy, 1879
- Plica stejnegeri Burt & Burt, 1930

Statut de conservation UICN

 LC  : Préoccupation mineure
Tropidurus spinulosus est une espèce de sauriens de la famille des Tropiduridae.

## Répartition et habitat
Cette espèce se rencontre :
- au Brésil dans le Mato Grosso ;
- en Bolivie dans les départements de Beni, de Chuquisaca, de Santa Cruz et de Tarija ;
- au Paraguay ;
- en Argentine dans les provinces de Formosa, du Chaco, de Santiago del Estero, de Córdoba, de La Rioja, de Catamarca, de Tucumán, de Salta, de Santa Fe et d'Entre Ríos.

Elle vit dans le chaco (végétation alternant entre forêt tropicale sèche et savane).

## Publication originale
- Cope, 1862 : Catalogues of the Reptiles Obtained during the Explorations of the Parana, Paraguay, Vermejo and Uraguay Rivers, by Capt. Thos. J. Page, U. S. N.; And of Those Procured by Lieut. N. Michler, U. S. Top. Eng., Commander of the Expedition Conducting the Survey of the Atrato River. Proceedings of the Academy of Natural Sciences of Philadelphia, vol. 14, p. 346-359 & 594 (texte intégral).